# لوون گغامیان
لوون گغامیان (ارمنی: Լեւոն Գեղամյան؛ زادهٔ ۲۵ ژوئیهٔ ۱۹۷۷ در آخوریان) یک کشتی‌گیر در رشته فرنگی اهل ارمنستان است که در مسابقات قهرمانی کشتی اروپا در مجموع برندهٔ ۱ مدال نقره شده‌است.